# The Desert Sessions
The Desert Sessions är ett svårdefinierat musik-kollektiv som grundades 1997 av Josh Homme, känd från Queens of the Stone Age och Kyuss.
Artister som bidragit som musiker och låtskrivare är Brant Bjork, PJ Harvey, Jeordie White (Twiggy Ramirez), Dave Catching, Nick Oliveri, Mark Lanegan, John McBain, Josh Freese, Chris Goss, Alain Johannes, Dean Ween och många fler. När musikerna går in i studion har de inget förskrivet material, utan allting skrivs på plats. Josh har sagt att de bestämmer sig för att inte lämna studion innan en skiva har blivit klar.

## Historia
The Desert Sessions startade Augusti 1997 i Rancho De La Luna studion i Joshua Tree, Kalifornien när Josh Homme samlade artister från banden Monster Magnet, Goatsnake, earthlings?, Soundgarden och Joshs tidigare band Kyuss
Studion är ett gammalt hus packat med ovanlig och unik inspelningsutrustning och instrument, ägt av Dave Catching, känd från bland annat Queens of the Stone Age och den sedan 2002 avlidna Fred Drake.
Låtarna skrivs vanligtvis på några timmar eller mindre, till exempel skrevs låten "Creosote" från Volumes 9 & 10 av Dean Ween från gruppen Ween och gitarristen Alain Johannes på husets veranda på fyra minuter från att de två just mött varandra.
Den allra första "ökensessionen" på ranchen var egentligen inte en session av samma typ som de följande. Josh Homme och hans dåvarande band The Acquitted Felons spelade tre dagar i sträck påverkade av psykedeliska svampar. Sedan dess har fenomenet vuxit sig legendarisk och The Desert Sessions har blivit större och mer artistiskt meriterat.

## Diskografi

### Original vinylutgåvor
- Volume 1: Instrumental Driving Music For Felons  (1997, Man's Ruin - MR-081)
- Volume 2: Status: Ships Commander Butchered  (1997, Man's Ruin - MR-082)
- Volume 3: Set Coordinates For The White Dwarf!!!  (1998, Man's Ruin - MR-111)
- Volume 4: Hard Walls And Little Trips  (1998, Man's Ruin - MR-112)
- Volume 5: Poetry For The Masses (Sea Shed Shit Head By The She Sore)  (1999, Man's Ruin - MR-121)
- Volume 6: Poetry For The Masses (Black Anvil Ego)  (1999, Man's Ruin - MR-122)
- Volume 7: Gypsy Marches & Volume 8: Can You See Under My Thumb?...There You Are.  (2001, Southern Lord/Rekords Rekords)
- Volume 9: I See You Hearin' Me & Volume 10: I Heart Disco (2003, Ipecac/Rekords Rekords)

Volym 7 och 8, 9 och 10 är samlade i gemensamma utgåvor.

### CD samlingar
- Volumes 1 & 2 (1998, Man's Ruin - MR-093)
- Volumes 3 & 4 (1998, Man's Ruin - MR-113)
- Volumes 5 & 6 (1999, Man's Ruin - MR-123)
- Volumes 7 & 8 (2001, Southern Lord/Rekords Rekords)
- Volumes 9 & 10 (2003, Ipecac/Rekords Rekords)